# Kistauri
Kistauri – wieś w Gruzji, w regionie Kachetia, w gminie Achmeta. W 2014 roku liczyła 1729 mieszkańców.